# 渡边长武
渡边长武（日语：／ Watanabe Osamu，1940年10月21日—），日本男子摔跤运动员。他曾代表日本参加1964年夏季奥林匹克运动会摔跤比赛，获得男子自由式次轻量级金牌。他也曾参加1962年亚洲运动会。